# Kerfot
Kerfot [kɛʁfɔt]  est une commune du département des Côtes-d'Armor, dans la région Bretagne, en France.

## Géographie
|          | Paimpol |          |
| Plourivo | Kerfot  | Plouézec |
|          | Yvias   |          |

### Hydrographie
Pour un article plus général, voir Réseau hydrographique des Côtes-d'Armor.
La commune est située dans le bassin Loire-Bretagne. Elle n'est drainée par aucun cours d'eau,.

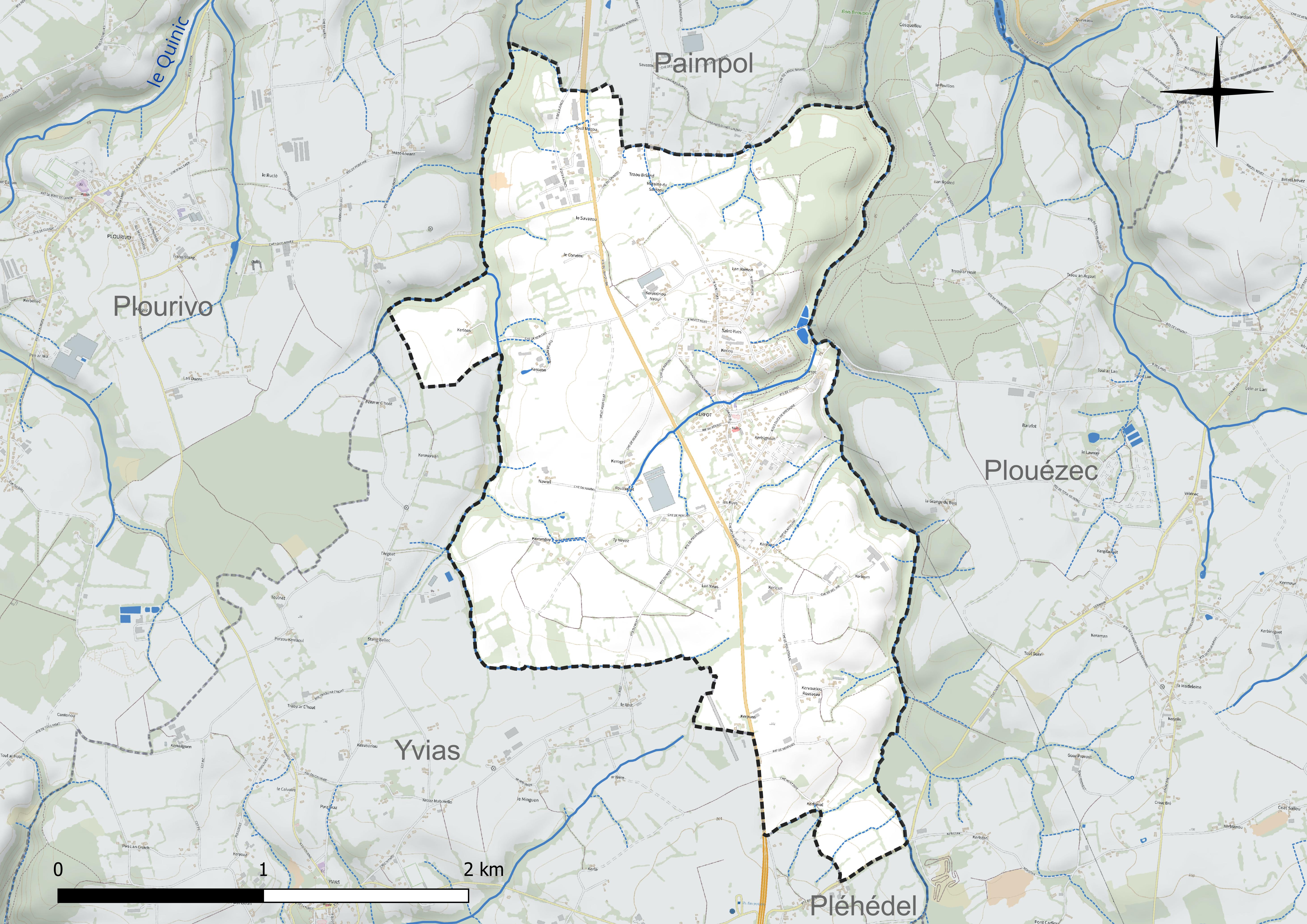
Réseau hydrographique de Kerfot.

### Climat
Pour des articles plus généraux, voir Climat de la Bretagne et Climat des Côtes-d'Armor.
En 2010, le climat de la commune est de type climat océanique franc, selon une étude du CNRS s'appuyant sur une série de données couvrant la période 1971-2000. En 2020, Météo-France publie une typologie des climats de la France métropolitaine dans laquelle la commune est exposée à un climat océanique et est dans la région climatique  Finistère nord, caractérisée par une pluviométrie élevée, des températures douces en hiver (6 °C), fraîches en été et des vents forts. Parallèlement l'observatoire de l'environnement en Bretagne publie en 2020 un zonage climatique de la région Bretagne, s'appuyant sur des données de Météo-France de 2009. La commune est, selon ce zonage, dans la zone « Intérieur  », exposée à un climat médian, à dominante océanique.  
Pour la période 1971-2000, la température annuelle moyenne est de 11,1 °C, avec  une amplitude thermique annuelle de 10,5 °C. Le cumul annuel moyen de précipitations est de 733 mm, avec 12,9 jours de précipitations en janvier et 6,5 jours en juillet. Pour la période 1991-2020, la température moyenne annuelle observée sur la station météorologique la plus proche, située sur la commune de Lanleff à 5 km à vol d'oiseau, est de 11,7 °C et le cumul annuel moyen de précipitations est de 845,9 mm,. Pour l'avenir, les paramètres climatiques de la commune estimés pour 2050 selon différents scénarios d’émission de gaz à effet de serre sont consultables sur un site dédié publié par Météo-France en novembre 2022.

## Urbanisme

### Typologie
Au 1er janvier 2024, Kerfot est catégorisée commune rurale à habitat dispersé, selon la nouvelle grille communale de densité à 7 niveaux définie par l'Insee en 2022.
Elle appartient à l'unité urbaine de Paimpol, une agglomération intra-départementale dont elle est une commune de la banlieue,. Par ailleurs la commune fait partie de l'aire d'attraction de Paimpol, dont elle est une commune de la couronne,. Cette aire, qui regroupe 13 communes, est catégorisée dans les aires de moins de 50 000 habitants,.

### Occupation des sols
L'occupation des sols de la commune, telle qu'elle ressort de la base de données européenne d’occupation biophysique des sols Corine Land Cover (CLC), est marquée par l'importance des territoires agricoles (68,7 % en 2018), en diminution par rapport à 1990 (79,3 %). La répartition détaillée en 2018 est la suivante : 
zones agricoles hétérogènes (48,7 %), terres arables (20 %), forêts (17 %), zones urbanisées (14,3 %). L'évolution de l’occupation des sols de la commune et de ses infrastructures peut être observée sur les différentes représentations cartographiques du territoire : la carte de Cassini (XVIIIe siècle), la carte d'état-major (1820-1866) et les cartes ou photos aériennes de l'IGN pour la période actuelle (1950 à aujourd'hui).

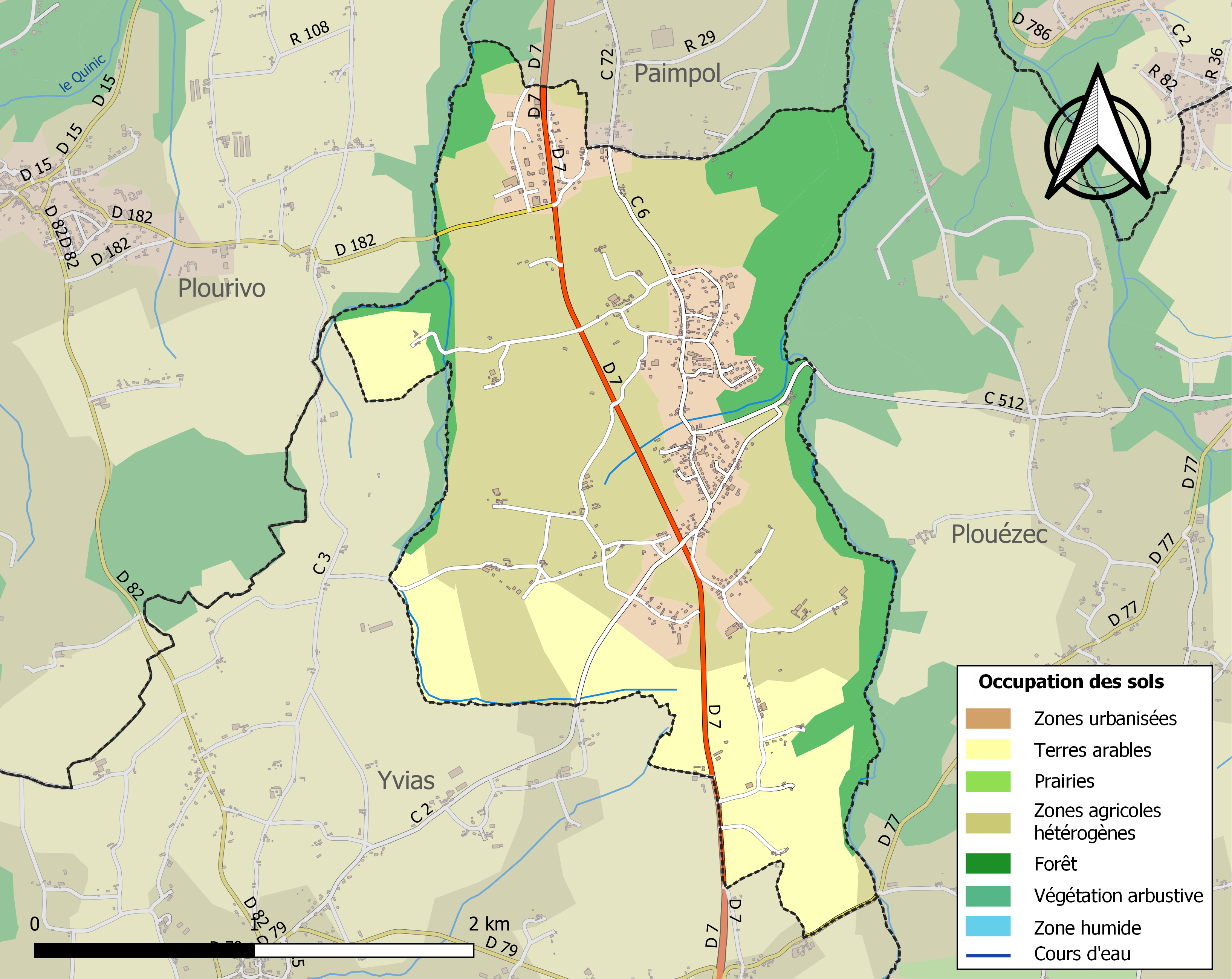
Carte des infrastructures et de l'occupation des sols de la commune en 2018 (CLC).

## Toponymie
Le nom de la localité est attesté sous les formes Kerfault au XVe siècle, Nostre Dame de Kerfod en 1677, Kerfot en 1699.
Son nom viendrait du breton Ker et fat, du vieux français faulx signifiant « garenne, réserve à lapin ».

## Histoire
Sous l'Ancien Régime, la trève de Kerfot dépendait de la paroisse d'Yvias, de l'évêché de Saint-Brieuc et du comté du Goëlo.

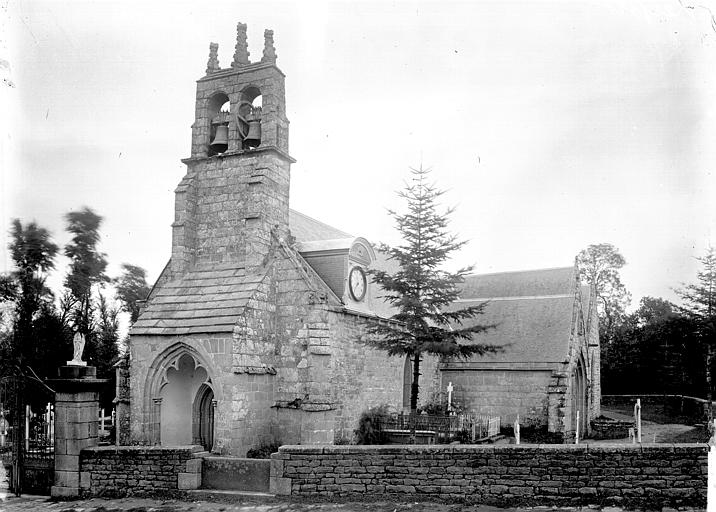
Église de Kerfot.

- 1387 : première mention de la chapelle tréviale de Kerfot ;
- 1500 : le château de Correc appartient au sieur de Guemené ;
- 1646 : le château de Correc est acheté par Nicolas Fouquet, surintedant des finances ;
- 1727 : le château de Correc passe à la famille Vittu de Kerraoul. Il en sera ainsi jusqu'en 1789 ;
- 1783-1787 : affaire de la clique des voleurs de Kerfot ;
- 1793 : le château de Correc est nationalisé puis vendu en 1795 ;
- 1841 : première pétition demandant la création de la commune de Kerfot ;
- 1849 : deuxième pétition demandant la création de la commune de Kerfot ;
- 1850 : rejet, par le Conseil général, de la demande de création de la commune de Kerfot ;
- 1850 : création de la paroisse de Kerfot. D'un point de vue religieux, Kerfot était en effet une trêve de la paroisse d'Yvias ;
- 1859 : loi du 31 mars érigeant Kerfot en commune indépendante ;
- 1944 : maquis de Kerfot.

### LeXXesiècle

#### Les guerres duXXesiècle
Le monument aux morts porte les noms de 30 soldats morts pour la Patrie :
- 26 sont morts durant la Première Guerre mondiale ;
- 4 sont morts durant la Seconde Guerre mondiale.

## Démographie
| 1861 | 1866 | 1872 | 1876 | 1881 | 1886 | 1891 | 1896 | 1901 |
| ---- | ---- | ---- | ---- | ---- | ---- | ---- | ---- | ---- |
| 732  | 774  | 751  | 813  | 758  | 784  | 738  | 698  | 670  |

| 1906 | 1911 | 1921 | 1926 | 1931 | 1936 | 1946 | 1954 | 1962 |
| ---- | ---- | ---- | ---- | ---- | ---- | ---- | ---- | ---- |
| 651  | 631  | 591  | 578  | 524  | 496  | 475  | 454  | 483  |

| 1968 | 1975 | 1982 | 1990 | 1999 | 2004 | 2006 | 2009 | 2014 |
| ---- | ---- | ---- | ---- | ---- | ---- | ---- | ---- | ---- |
| 465  | 466  | 612  | 617  | 590  | 588  | 572  | 630  | 698  |

| 2019 | 2022 | - | - | - | - | - | - | - |
| ---- | ---- | - | - | - | - | - | - | - |
| 658  | 634  | - | - | - | - | - | - | - |

## Culture locale et patrimoine

### Coutume et tradition
À Kerfot, lorsqu’un projet connu de mariage se trouve définitivement rompu, par suite d’une autre union que contracte l’une des parties intéressées, on avait l’habitude de railler la déconvenue de celle qui reste en lui faisant eur c’halantezen. On appelle ainsi un couple de poupées, sommairement façonnées avec des morceaux de linge et de drap bourrés de paille ; elles sont en costumes de mariés et figurent les époux manqués ; un mouchoir est mis dans la main de l’une d’elles, pour indiquer si c’est le prétendant ou la prétendue à qui il ne reste plus que les yeux pour pleurer. Le tout est fixé secrètement, pendant la nuit, sur la maison habitée par la personne visée, où, à défaut, sur un arbre du voisinage ; dans ce dernier cas, pour qu’elle n’en ignore rien, on a l’attention délicate de répandre une traînée de balle allant de son domicile à la galantezen.

### Lieux et monuments
- L'église Notre-Dame de Kerfot (XVIe siècle - 1922) ;
- La chapelle Saint-Yves (1868) ;
- Le château de Correc, aujourd'hui disparu.